# 劉錫齡
劉錫齡（1708年—？），字大年，号松亭，汉军正黄旗人，清朝政治人物。

## 生平
乾隆戊午举人，壬戌进士，散馆后授翰林院编修。

## 家族
曾祖父劉振声。祖父刘秉文。父刘璣，文生员。
妻管氏。子聚奎。